# ABRIXAS
ABRIXAS (acrônimo de A Broadband Imaging X-ray All-sky Survey) foi um observatório espacial alemão de raios-X lançado em 28 de abril de 1999 por um foguete Kosmos-3 a partir de Kapustin Yar. O observatório parou de funcionar logo após o lançamento.

## Características
A missão do ABRIXAS era fazer observações astronômicas em raios X na faixa de energia entre 0,5 e 10 keV com uma resolução de 30 segundos de arco. A missão complementaria o estudo em raios-X de entre 0,1 e 2 keV feito pelo observatório espacial ROSAT e teria durado 3 anos no mínimo, durante os quais se esperava descobrir 100.000 novas fontes de raios X.
A bateria da nave sobrecarregou-se acidentalmente três dias depois do lançamento, deixando-a incomunicável e inutilizável. Fizeram-se tentativas de recuperar o contato com o satélite no momento em que os painéis solares foram iluminados pelo Sol, mas não deu resultado. O projeto, com um custo de 20 milhões de dólares, foi abandonado.

## Instrumentos
A carga científica foi desenvolvida pela MPE/Garching e do Instituto de Astrofísica de Potsdam, e consistia em um sensor CCD de 36 cm² (idêntico ao da câmera EPIC do XMM-Newton.